# Screw It!
Screw It! es el segundo álbum de estudio de la banda estadounidense de hard rock Danger Danger. Fue lanzado el 1 de octubre de 1991, por Epic Records. El álbum fue grabado en New River Studios en Fort Lauderdale, Florida. Este es el mismo estudio que la banda Skid Row utilizó para grabar su segundo álbum, Slave to the Grind.

## Lista de canciones
1. "Ginger Snaps (Intro)/Monkey Business"
2. "Slipped Her the Big One"
3. "C'est Loupé (Prelude)/Beat the Bullet"
4. "I Still Think About You"
5. "Get Your Shit Together"
6. "Crazy Nites"
7. "Puppet Show"
8. "Everybody Wants Some"
9. "Don't Blame It on Love"
10. "Comin' Home"
11. "Horny S.O.B."
12. "Find Your Way Back Home"
13. "Yeah, You Want It!"
14. "D.F.N.S."

En las versiones remasterizadas del CD, "Ginger Snaps" and "Monkey Business" aparece como una sola canción, la primera sirve como introducción para la segunda. Un efecto similar fue usado en "C'est Loupé" y "Beat the Bullet".
El álbum contiene apariciones especiales de miembros de la banda Extreme, Gary Cherone, Nuno Bettencourt y Pat Badger.

## Personal

### Danger Danger
- Ted Poley: Voz
- Andy Timmons: Guitarra
- Bruno Ravel: Bajo eléctrico
- Kasey Smith: Teclado
- Steve West: Batería

### Invitados
- Gary Cherone: coros
- Nuno Bettencourt: coros
- Pat Badger: coros
- Ginger Lynn: voz
- Eddy Conard: percusión
- Todd "T-Boy"
- Mom - Violín
- Dad - Violín
- Bruno- Violín
- Koen VanBaal
- Ravel String Quartet

### Coros
- George Yates
- Erwin Musper
- Denis Arabatzis
- Chris Bello
- Cathy Brandow
- Becky Cogert
- Danny Delarue
- Anthony Digirolamo
- Debbie Gannelt
- Karcy H.
- Jennifer Mullins
- Kelly F. Mullins
- Normandy Piccolo
- Keith Whitby
- Josh Mennen
- Chris Mullins
- Maria Ricci
- Serge
- Rob Simone
- James Eagan
- Lance Elias
- Merari Escudero
- Fort Lauderdale Choir
- Briana Goldman
- Kathryn
- Heidi Katz
- Dianna Kish
- Hilary Korte
- Veronica Mendoza
- Amber G.
- Pete Lovell
- Castagna